# Campegine
Campegine ist eine italienische Gemeinde (comune) mit 5351 Einwohnern (Stand 31. Dezember 2023) in der Provinz Reggio Emilia in der Emilia-Romagna. Die Gemeinde liegt etwa 12,5 Kilometer nordwestlich von Reggio nell’Emilia.

## Verkehr
Die Gemeinde liegt mit einer Ausfahrt an der Autostrada A1 von Mailand über Bologna nach Rom. In Campegine befindet sich ein Betriebsbahnhof der Schnellfahrstrecke Milano–Bologna.

## Gemeindepartnerschaften
Campegine unterhält seit 1979 bzw. 1996 eine Partnerschaft mit der französischen Gemeinde Montry im Département Seine-et-Marne.